# أنطونيو غونزاليس (سياسي)
أنطونيو غونزاليس (بالإسبانية: Antonio González González) (و. 1792 – 1876 م) هو سياسي، ودبلوماسي، ومحامي، ووزير إسباني، ولد في فالنسيا ديل مومبوي، كان عضوًا في حزب التقدم، توفي في مدريد، عن عمر يناهز 84 عاماً.

## مناصب
تولى منصب عضو مجلس النواب الإسباني ‏
- عضو مجلس الشيوخ الإسباني  [لغات أخرى]‏
- سفير إسبانيا لدى المملكة المتحدة  [لغات أخرى]‏.